# Rollwerk

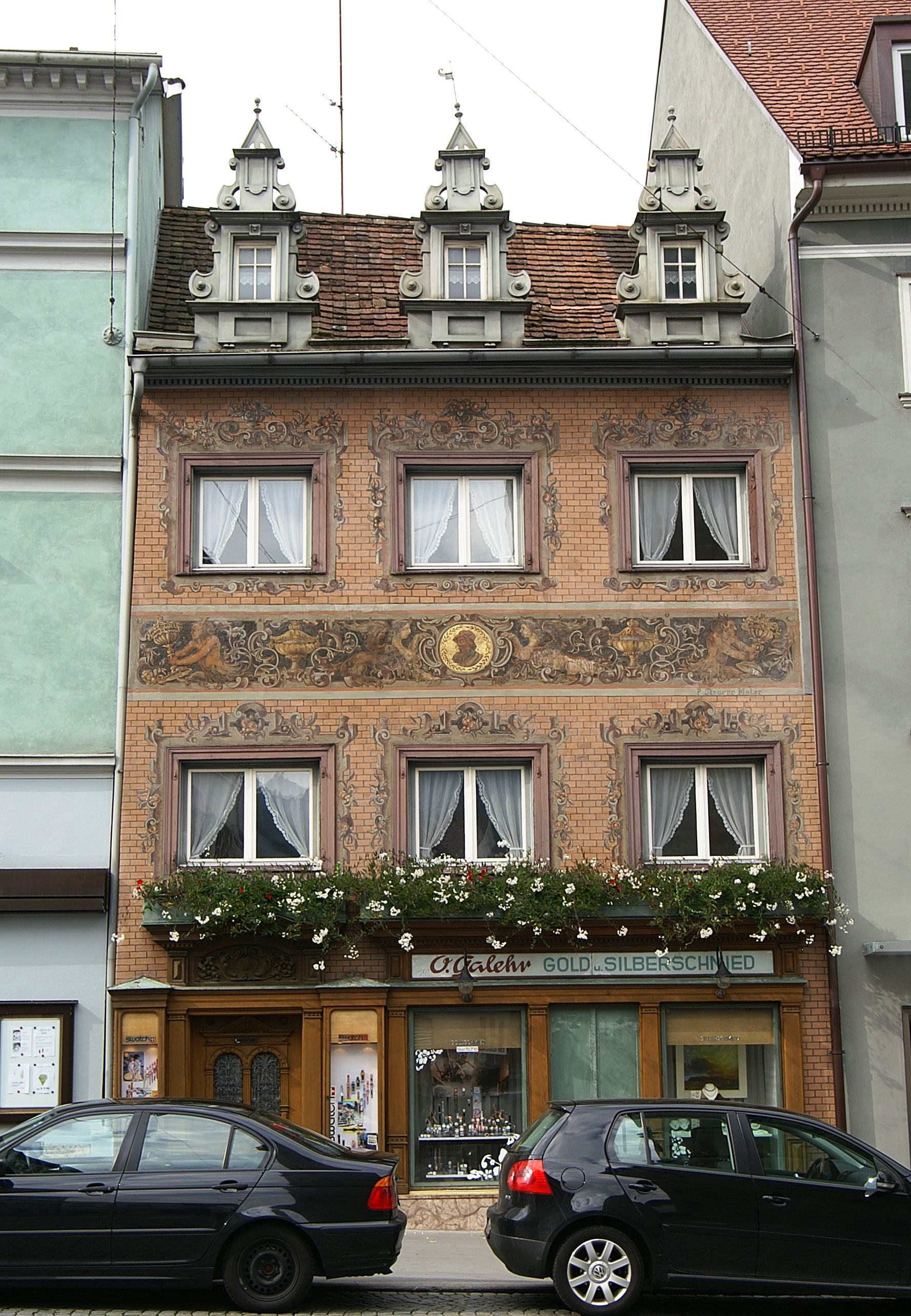
Rollwerk en una fachada.

Rollwerk es un término arquitectónico o artístico que se emplea para aludir de forma específica a un estilo ornamental característico del Renacimiento durante los siglos XVI y XVII. 
Iniciado en Italia durante la década de 1520 y desarrollado en Fontainebleau (Francia) en 1530 por artistas italianos, llegó a Alemania a través de los Países Bajos (donde fue perfeccionado por Cornelis Bos, Cornelis Floris y Hans Vredeman de Vries) y a Polonia en la década de 1560). Se caracteriza por molduras y volúmenes enrollados alrededor de elementos tales como escudos heráldicos y cartuchos, razón por la que es también conocido como labor de cartuchos.
- Datos: Q732328
- Multimedia: Scroll ornaments / Q732328